# Степний (Первомайський район)
Степни́й (рос. Степной) — селище у складі Первомайського району Алтайського краю, Росія. Входить до складу Сорочелогівської сільської ради.

## Населення
Населення — 2 особи (2010; 11 у 2002).
Національний склад (станом на 2002 рік):
- росіяни — 55 %
- аварці — 27 %